# Färöische Fußballmeisterschaft 2004
Die Färöische Fußballmeisterschaft 2004 wurde in der 1. Deild genannten ersten färöischen Liga ausgetragen und war insgesamt die 62. Saison. Sie startete am 21. April 2004 mit dem Spiel von Skála ÍF gegen HB Tórshavn und endete am 2. Oktober 2004.
Aufsteiger ÍF Fuglafjørður kehrte nach vier Jahren in die höchste Spielklasse zurück. Meister wurde Titelverteidiger HB Tórshavn, die den Titel somit zum dritten Mal in Folge und zum 18. Mal insgesamt erringen konnten. Absteigen musste hingegen B68 Toftir nach 24 Jahren Erstklassigkeit.
Im Vergleich zur Vorsaison verbesserte sich die Torquote auf 3,34 pro Spiel. Den höchsten Sieg erzielte EB/Streymur mit einem 7:0 im Heimspiel gegen ÍF Fuglafjørður am sechsten Spieltag. Die torreichsten Spiele gab es mit dem 7:1 zwischen HB Tórshavn und B68 Toftir am fünften Spieltag sowie mit dem 6:2 zwischen B36 Tórshavn und B68 Toftir am letzten Spieltag.

## Modus
In der 1. Deild spielte jede Mannschaft an 18 Spieltagen jeweils zweimal gegen jede andere. Die punktbeste Mannschaft zu Saisonende stand als Meister dieser Liga fest, die letztplatzierte Mannschaft stieg in die 2. Deild ab, bei Punktgleichheit entschied der direkte Vergleich. Der Neuntplatzierte musste zudem noch zwei Relegationsspiele gegen den Zweitplatzierten der 2. Deild um den Verbleib in der 1. Deild austragen.

## Saisonverlauf

### Meisterschaftsentscheidung
Skála ÍF setzte sich am vierten Spieltag erstmals an die Tabellenspitze, bis auf ein Unentschieden am zweiten Spieltag gelangen bis dahin ausschließlich Siege. Nachdem am achten Spieltag das Auswärtsspiel bei NSÍ Runavík mit 0:2 verloren wurde, stand nun HB Tórshavn auf dem ersten Platz. Diese verloren lediglich ihr erstes Spiel mit 1:3 bei Skála ÍF, dies sollte in der kompletten Saison die einzige Niederlage bleiben. Danach folgten fünf Siege und zwei Unentschieden. Nach weiteren sieben Siegen in Folge stand bereits am 15. Spieltag der Meistertitel fest. Das Spitzenspiel zwischen dem Erstplatzierten HB Tórshavn und dem zuvor Zweitplatzierten B36 Tórshavn konnte HB hierbei mit 1:0 für sich entscheiden, womit sie uneinholbar in Führung lagen.

### Abstiegskampf
B68 Toftir belegte ab dem zweiten Spieltag durchgehend den letzten Platz. In den ersten 14 Spielen gelang kein einziger Sieg, bis auf zwei Unentschieden wurden alle Spiele verloren. Erst am 15. Spieltag wurde VB Vágur auswärts mit 3:2 geschlagen, im Spiel darauf gelang direkt der nächste und letzte Sieg. Am vorletzten Spieltag wurde die letzte Chance auf den Klassenerhalt mit einem 2:4 gegen EB/Streymur verspielt, während der Neuntplatzierte ÍF Fuglafjørður mit einem 2:2 gegen B36 Tórshavn seinen Platz festigen konnte.
Nach einer Auftaktniederlage gewann ÍF Fuglafjørður das zweite Spiel mit 4:2 gegen NSÍ Runavík und erreichte mit Platz fünf die beste Saisonplatzierung. Acht sieglose Spiele in Folge ließen die Mannschaft auf den vorletzten Platz abstürzen. Nach der 0:2-Auswärtsniederlage am 16. Spieltag gegen B68 Toftir stand fest, dass der achte Platz zum sicheren Klassenerhalt nicht mehr erreicht werden konnte. Am nächsten Spieltag stand durch ein 2:2 gegen B36 Tórshavn die Teilnahme an den Relegationsspielen fest.

## Abschlusstabelle
| Pl. | Verein              | Sp. | S  | U | N  | Tore    | Diff. | Punkte |
| --- | ------------------- | --- | -- | - | -- | ------- | ----- | ------ |
| 1.  | HB Tórshavn (M)     | 18  | 12 | 5 | 1  | 047:180 | +29   | 41     |
| 2.  | B36 Tórshavn (P)    | 18  | 10 | 4 | 4  | 037:210 | +16   | 34     |
| 3.  | Skála ÍF            | 18  | 9  | 3 | 6  | 032:230 | +9    | 30     |
| 4.  | KÍ Klaksvík         | 18  | 6  | 8 | 4  | 025:240 | +1    | 26     |
| 5.  | VB Vágur            | 18  | 7  | 4 | 7  | 027:240 | +3    | 25     |
| 6.  | EB/Streymur         | 18  | 7  | 4 | 7  | 030:250 | +5    | 25     |
| 7.  | NSÍ Runavík         | 18  | 7  | 4 | 7  | 028:250 | +3    | 25     |
| 8.  | GÍ Gøta             | 18  | 6  | 5 | 7  | 031:350 | −4    | 23     |
| 9.  | ÍF Fuglafjørður (N) | 18  | 3  | 3 | 12 | 025:510 | −26   | 12     |
| 10. | B68 Toftir          | 18  | 2  | 2 | 14 | 019:550 | −36   | 08     |

Platzierungskriterien: 1. Punkte – 2. Direkter Vergleich (Punkte, Tordifferenz, geschossene Tore) – 3. Tordifferenz – 4. geschossene Tore

| (M) | Meister des Vorjahrs           |
| (P) | Pokalsieger des Vorjahrs       |
| (N) | Neuaufsteiger aus der 2. Deild |

## Spiele und Ergebnisse
|                 | B36 | B68 | EB/S | GÍ  | HB  | ÍF  | KÍ  | NSÍ | Skála | VB  |
| --------------- | --- | --- | ---- | --- | --- | --- | --- | --- | ----- | --- |
| B36 Tórshavn    |     | 6:2 | 4:0  | 0:2 | 2:5 | 4:1 | 2:2 | 1:1 | 2:0   | 2:0 |
| B68 Toftir      | 0:2 |     | 2:4  | 0:2 | 0:5 | 2:0 | 1:1 | 0:5 | 0:4   | 1:3 |
| EB/Streymur     | 0:2 | 2:1 |      | 1:1 | 0:0 | 7:0 | 4:0 | 2:0 | 0:1   | 0:2 |
| GÍ Gøta         | 0:3 | 5:2 | 1:3  |     | 1:3 | 3:2 | 1:2 | 1:1 | 1:1   | 2:4 |
| HB Tórshavn     | 1:0 | 7:1 | 3:0  | 3:3 |     | 4:2 | 1:1 | 1:0 | 4:1   | 2:1 |
| ÍF Fuglafjørður | 2:2 | 1:1 | 1:1  | 1:2 | 0:2 |     | 1:6 | 4:2 | 1:4   | 1:0 |
| KÍ Klaksvík     | 0:1 | 1:0 | 2:2  | 1:1 | 1:1 | 3:2 |     | 1:0 | 1:1   | 0:0 |
| NSÍ Runavík     | 1:2 | 3:2 | 1:0  | 2:1 | 2:2 | 1:2 | 3:1 |     | 2:0   | 1:1 |
| Skála ÍF        | 2:0 | 2:1 | 2:3  | 4:0 | 3:1 | 4:3 | 1:2 | 1:2 |       | 1:0 |
| VB Vágur        | 1:1 | 2:3 | 2:1  | 2:4 | 0:2 | 3:1 | 2:0 | 3:1 | 0:0   |     |

## Relegation
Die beiden Relegationsspiele zwischen dem Neunten der 1. Deild und dem Zweiten der 2. Deild wurden am 4. und 6. Oktober 2004 ausgetragen.
| Datum                                                      |                 | Ergebnis  |                 | Torschützen |
| ---------------------------------------------------------- | --------------- | --------- | --------------- | --- |
| 4. Oktober 2004                                            | B71 Sandur      | 1:0 (1:0) | ÍF Fuglafjørður | 1:0 Clayton Nascimento (19.) |
| 6. Oktober 2004                                            | ÍF Fuglafjørður | 5:1 (1:0) | B71 Sandur      | 1:0 Rúni E. Elttør (26.), 2:0 Sylla Amed Davy (58.), 3:0 Magni á Lakjuni (59.), 3:1 Hanus Clementsen (73.), 4:1 Magni á Lakjuni (85.), 5:1 Magni á Lakjuni (88.) |
| Gesamt:                                                    | B71 Sandur      | 2:5       | ÍF Fuglafjørður | |
| Damit verblieb ÍF Fuglafjørður in der Formuladeildin 2005. |                 |           |                 | |

## Torschützenliste
Bei gleicher Anzahl von Treffern sind die Spieler nach dem Nachnamen alphabetisch geordnet.
| Platz | Spieler               | Mannschaft      | Tore |
| ----- | --------------------- | --------------- | ---- |
| 1     | Sonni L. Petersen     | EB/Streymur     | 13   |
| 2     | Rógvi Jacobsen        | HB Tórshavn     | 12   |
| 2     | Súni Olsen            | GÍ Gøta         | 12   |
| 4     | Jacob Bymar           | KÍ Klaksvík     | 09   |
| 4     | Jónhard Frederiksberg | Skála ÍF        | 09   |
| 6     | Heine Fernandez       | HB Tórshavn     | 08   |
| 6     | Bogi Gregersen        | Skála ÍF        | 08   |
| 6     | John Petersen         | B36 Tórshavn    | 08   |
| 9     | Sorin Anghel          | EB/Streymur     | 07   |
| 9     | Egil á Bø             | B36 Tórshavn    | 07   |
| 9     | Anderson Cardena      | B68 Toftir      | 07   |
| 9     | Erling Fles           | KÍ Klaksvík     | 07   |
| 9     | Heðin á Lakjuni       | HB Tórshavn     | 07   |
| 9     | Høgni J. Zachariassen | ÍF Fuglafjørður | 07   |

## Trainer
| Mannschaft      | Trainer                 | Spieltage |
| --------------- | ----------------------- | --------- |
| B36 Tórshavn    | Jóannes Jakobsen        | 01–18     |
| B68 Toftir      | Petur Mohr              | 01–05     |
| B68 Toftir      | Trygvi Mortensen        | 06–18     |
| EB/Streymur     | Piotr Krakowski         | 01–18     |
| GÍ Gøta         | Krzysztof Popczynski    | 01–18     |
| HB Tórshavn     | Heine Fernandez         | 01–18     |
| ÍF Fuglafjørður | Sigfríður S. Clementsen | 01–09     |
| ÍF Fuglafjørður | Petur Mohr              | 10–18     |
| KÍ Klaksvík     | Ove Flindt Bjerg        | 01–18     |
| NSÍ Runavík     | Jógvan Martin Olsen     | 01–18     |
| Skála ÍF        | Jóhan Nielsen           | 01–18     |
| VB Vágur        | Hans Nielsen            | 01–18     |

Insgesamt zwei Teams wechselten Trainer aus, was bei den betroffenen Mannschaften zu keinen Positionsveränderungen führte.

## Spielstätten
| Mannschaft      | Stadion          | Spielort     |
| --------------- | ---------------- | ------------ |
| B36 Tórshavn    | Gundadalur       | Tórshavn     |
| B68 Toftir      | Svangaskarð      | Toftir       |
| EB/Streymur     | Á Mølini         | Eiði         |
| GÍ Gøta         | Sarpugerði       | Norðragøta   |
| HB Tórshavn     | Gundadalur       | Tórshavn     |
| ÍF Fuglafjørður | Í Fløtugerði     | Fuglafjørður |
| KÍ Klaksvík     | Við Djúpumýrar   | Klaksvík     |
| NSÍ Runavík     | Við Løkin        | Runavík      |
| Skála ÍF        | Undir Mýruhjalla | Skáli        |
| VB Vágur        | Á Eiðinum        | Vágur        |

## Schiedsrichter
Folgende Schiedsrichter leiteten die 90 Erstligaspiele:
| Name                   | Stammverein    | Spiele |
| ---------------------- | -------------- | ------ |
| Eiler Rasmussen        | Skála ÍF       | 12     |
| Lassin Isaksen         | KÍ Klaksvík    | 11 1   |
| Dagfinn Olsen          | NSÍ Runavík    | 11     |
| Oddmar Andreasen       | HB Tórshavn    | 10     |
| Páll Augustinussen     | VB Vágur       | 10     |
| Birgir Sondum          | B36 Tórshavn   | 10     |
| Sune Johansen          | SÍF Sandavágur | 09     |
| Petur Skarðenni        | LÍF Leirvík    | 08     |
| Georg Nolsøe Rasmussen | B36 Tórshavn   | 05 1   |
| Jens Petur Brattalíð   | VB Vágur       | 03     |
| Petur Reinert          | LÍF Leirvík    | 01     |

## Die Meistermannschaft
In Klammern sind die Anzahl der Einsätze sowie die dabei erzielten Tore genannt.
| 1. | HB Tórshavn |
|    | Jákup á Borg (13/5) \| Martin Christensen (3/0) \| Jan Dam (8/0) \| Hallur Danielsen (15/1) \| Símun Eliasen (17/1) \| Heine Fernandez (15/8) \| Heini Gaard (1/0) \| Rógvi Jacobsen (18/12) \| Rókur Jespersen (13/1) \| Janus M. Joensen (16/1) \| Páll Mohr Joensen (2/0) \| Pól Næss Joensen (7/0) \| Bárður Johannesen (8/0) \| Kaj Leo Johannesen (1/0) \| Hans á Lag (1/0) \| Heðin á Lakjuni (17/7) \| Emil Nolsøe Leifsson (3/0) \| Vagnur M. Mortensen (14/4) \| Kári Nielsen (18/1) \| Rasmus Nolsøe (9/0) \| Rúni Nolsøe (17/5) \| Danny Rasmussen (2/0) \| Hendrik Rubeksen (6/0) \| Eli Thorsteinsson (3/0) ohne Einsatz: Svenn Fuglø Jacobsen \| Regin Jakobsen - Trainer: Heine Fernandez |

## Auszeichnungen
Nach dem Saisonende gaben die Kapitäne und Trainer der zehn Ligateilnehmer sowie Pressemitglieder ihre Stimmen zur Wahl der folgenden Auszeichnungen ab:
- Spieler des Jahres: Súni Olsen (GÍ Gøta)
- Torhüter des Jahres: Bjarni Johansen (VB Vágur)
- Trainer des Jahres: Jóhan Nielsen (Skála ÍF)
- Nachwuchsspieler des Jahres: Jónhard Frederiksberg (Skála ÍF)

## Nationaler Pokal
Im Landespokal gewann HB Tórshavn mit 3:1 gegen NSÍ Runavík und erreichte dadurch das Double.

## Europapokal
2004/05 spielte HB Tórshavn als Meister des Vorjahres in der Qualifikation zur Champions League gegen WIT Georgia Tiflis (Georgien). Das Hinspiel wurde mit 0:5 verloren, das Rückspiel konnte jedoch mit 3:0 gewonnen werden, was den höchsten Sieg einer färöischen Mannschaft bedeutete.
B36 Tórshavn spielte als Pokalsieger des Vorjahres in der Qualifikation zum UEFA-Pokal und schied dort gegen Liepājas Metalurgs (Lettland) mit 1:3 und 1:8 aus.
B68 Toftir spielte ebenfalls in der Qualifikation zum UEFA-Pokal und schied gegen FK Ventspils (Lettland) mit 0:3 und 0:8 aus.
NSÍ Runavík nahm am UI-Cup teil. Das Hinspiel in der ersten Runde bei Esbjerg fB (Dänemark) wurde mit 1:3 verloren, das Rückspiel in Runavík endete 0:4.